# Скотт Снайдер
Ско́тт Сна́йдер (англ. Scott Snyder; нар. 1 січня 1976, Нью-Йорк) — американський автор коміксів. Він здобув популярність завдяки збірці  Voodoo Heart (2006) та своїй роботі для DC Comics, де створив серії, такі як American Vampire, Detective Comics, відомий цикл Batman, Swamp Thing, Justice League, а також компанійні кросовери Dark Nights: Metal і Dark Nights: Death Metal. Він також написав авторські комікси для Image Comics, включаючи Wytches, Undiscovered Country і Nocterra. Наразі він працює над новим імпринтом DC — Absolute Universe.
У рамках роботи для DC він став співавтором персонажів, таких як Бетмен, що сміється, Містер Блум та Суд сов.
Снайдер отримав визнання від критиків і фанатів за свою роботу, зокрема за його серію про Бетмена для New 52, яка стартувала у 2011 році, і здобув численні індустріальні нагороди, включаючи три  премії Айснера, премії Гарві, а також премії Іґл як найкращий сценарист 2012 року.

## Життєпис

### Раннє життя
Скотт Снайдер народився 15 січня 1976 року. У віці дев'яти років він відвідував літній табір, де один із вихователів читав йому «Очі дракона» Стівена Кінга. Цей досвід, за словами Снайдера, «дійсно запустив мою любов до розповідання історій». Він також був під впливом творчості Дениса Джонсона, Реймона Кервера, Ріка Баса, Джой Вільямс, Елізабет Маккракен, Стівена Кінга, Тобіаса Вулфа та Джорджа Сандерса. У світі коміксів його улюбленими сценаристами є Алан Мур і Френк Міллер.
Снайдер закінчив Браунський університет у 1998 році зі ступенем з креативного письма, а потім працював у Діснейленді близько року. Спочатку він працював прибиральником, але після того, як пошкодив плече та почав мати проблеми з колегами, він пройшов кастинг і працював у костюмах персонажів. Період роботи в Діснейленді значно вплинув на його письмову кар'єру; згодом він згадував: «Це дуже допомогло моєму письму... Все те, про що я почав писати, ті речі, які мене лякали — страх перед зобов'язаннями та дорослішанням, страх втратити близьких, дивовижність і жах закоханості — усе це постійно відбувалося навколо мене в такому дивному, карикатурному, перебільшеному вигляді в Діснейленді».
Після цього Снайдер вступив до Колумбійського університету, де отримав магістерський диплом з письменництва.

### Кар'єра
2000-ні
У 2006 році Скотт Снайдер випустив свою першу збірку оповідань Voodoo Heart, яка отримала позитивні відгуки та потрапила до короткого списку The Best American Short Stories. У 2009 році він почав писати для Marvel Comics, дебютувавши у 2010 році з серією Iron Man: Noir.
2010-ті
У 2010 році стартувала серія American Vampire, створена Снайдером, яка здобула кілька нагород, включаючи Eisner та Harvey. У 2011 році Снайдер почав писати Batman для The New 52, що принесло йому широку популярність. Він також працював над серією Swamp Thing та Superman Unchained. У 2014 році він був співавтором серії Batman Eternal.
2020-ті
У 2021 році Снайдер запустив свою серію Nocterra для Image Comics, яка була адаптована в телевізійний серіал. Він також підписав контракт з comiXology Originals для публікації нових творів через свою власну платформу Best Jackett Press. У 2024 році він повернувся до DC Comics для проєкту DC All In, який включає серії Absolute Batman, Absolute Superman і Absolute Wonder Woman.

## Особисте життя
У Снайдера є дружина, на ім'я Джині та двоє синів. 3 березня 2019 року він повідомив, що вони чекають на третю дитину. Їхній третій син народився 4 травня 2019 року.